# Gabinete de Transporte de Kentucky
El Gabinete de Transporte de Kentucky (en inglés: Kentucky Transportation Cabinet, KTC) es la agencia estatal gubernamental encargada en la construcción y mantenimiento de toda la infraestructura ferroviaria, carreteras estatales; así como sus federales, locales e interestatales, y transporte aéreo del estado de Kentucky. La sede de la agencia se encuentra ubicada en Frankfort, Kentucky y su actual director es Mike Hancock. El Gabinete cuenta con 12 distritos.